# 5sta Family
5sta Family (произн. фа́йвста фэ́мили; написание до 2011 года — «5ivesta Family») — российская поп-группа из Москвы.

## История
Группа была создана в 2003 году слиянием двух музыкальных проектов: NB и AzonE. Сначала в группе было 5 человек: CoolB, V-kes, Tony, Лоя и САНДРИК. От этого и произошло название группы. Участники группы V-kes (Викес), CoolB (Кул Би) и Tony (Тони) познакомились в Интернете и решили образовать музыкальную группу. Позже к ним присоединилась вокалистка Оля (Лоя). Ещё до начала написания песен, группу покинул САНДРИК. 
Первым синглом 5sta Family стала композиция «Ночной город» в 2008 году. После выхода первой композиции группу покинул Tony (Антон Радаев) 
В мае 2009 года 5sta Family совместно с группой «23:45» выпускает в радиоэфир сингл «Я буду». Песня становится одной из самых популярных на радио, она продержалась 10 недель на вершине российского радиочарта. По итогам 2009 года песня стала четвёртым самым скачиваемым синглом в России. Сингл стал платиновым в России, с продажами в 200 тысяч копий.
Следующий сингл группы — «Зачем?», вышедший в 2010 году, также становится хитом номер один на радио в России.
В марте 2011 года коллектив покинула Лоя и её место заняла Юлианна Караулова, участница шоу «Фабрика звёзд-5». Осенью того же года состоялась премьера клипа на песню «Тук-тук».
В 2012 году был выпущен альбом «Зачем?». Летом того же года на экраны вышел клип на композицию «Вместе мы», которая вскоре была отмечена премией «Золотой граммофон». В конце лета 2013 года группа выпустила новый сингл «Буду с тобой», в 2014 году — сингл «Моя мелодия».
23 мая 2015 года участники группы сообщили, что новой участницей их коллектива стала певица Лера Козлова. Юлианна Караулова в то же время начала сольную карьеру, которую поначалу совмещала с участием в группе. 9 июля группа выпустила сингл «Метко» — первую песню с участием Леры Козловой. 20 сентября 2015 года Юлианна Караулова объявила об уходе из группы. С 1 ноября после ухода Юлианны Карауловой в сольное пение, Лера Козлова остаётся единственной солисткой группы 5sta Family. 24 ноября состоялась премьера клипа на песню «Метко».
21 января 2016 года у группы вышел новый сингл «Стирая границы». В мае вышел сингл «Футболка», на который в этом же месяце группа сняла и клип.
26 января 2017 года коллектив представил сингл «Везувий». 28 апреля того же года вышла песня «Многоэтажки». В мае 2017 года группе был введён запрет на проезд на Украину сроком в 7 лет по решению Верховной Рады. В ноябре Лера Козлова в своем аккаунте сообщила о том, что покидает группу из-за желания участвовать в других проектах. 27 ноября стало известно, что бывшая солистка группы Лоя вернулась в коллектив. 5 декабря состоялась премьера сингла «Снова вместе», а 2 апреля 2018 года состоялась премьера клипа на эту песню.
7 июня 2018 года состоялась премьера песни «Фляга свистит», а 26 июля вышел клип. 28 сентября вышел новый сингл «Мембраны».
9 декабря 2019 года состоялась премьера композиции «Первый снег».
6 июня 2023 года вышла песня «Один шанс», написанная певицей Мари Краймбрери ещё в 2012 году, но вышедшая спустя только 11 лет. 14 ноября после полугодового перерыва состоялась премьера клипа «Искры». В клипе исполнители показали себя в новой роли.
В 2024 году вышел сингл «В июле», и в том же году вышел клип на него.

## Состав
- Ольга Засульская
- Валерий Ефремов
- Василий Косинский

Бывшие участники
- Юлианна Караулова
- Антон Радаев
- Валерия Козлова

| Период                 | Состав          | Состав            | Состав            | Состав          |
| ---------------------- | --------------- | ----------------- | ----------------- | --------------- |
| 2003 — 2008            | Валерий Ефремов | Ольга Засульская  | Василий Косинский | Антон Радаев    |
| 2003 — 2008            | Валерий Ефремов | Ольга Засульская  | Василий Косинский |                 |
| 2008 — 2011            | Валерий Ефремов | Ольга Засульская  | Василий Косинский |                 |
| 2011 — 2015            | Валерий Ефремов | Юлианна Караулова | Василий Косинский |                 |
| май — ноябрь 2015      | Валерий Ефремов | Юлианна Караулова | Василий Косинский | Валерия Козлова |
| 2015 — 2017            | Валерий Ефремов | Валерия Козлова   | Василий Косинский |                 |
| 2017 — настоящее время | Валерий Ефремов | Ольга Засульская  | Василий Косинский |                 |

## Дискография

### Студийные альбомы
| Название            | Информация                                                                     | Примечание |
| ------------------- | ------------------------------------------------------------------------------ | --- |
| Зачем?              | - Релиз: 15 января 2012 - Лейбл: Zion Music - Формат: CD, Цифровая дистрибуция | \| № \| Название \| Длительность \| \| ------------------- \| ---------------------------- \| ------------ \| \| 1. \| «Spring Summer» \| 2:50 \| \| 2. \| «Зачем?» \| 3:31 \| \| 3. \| «Покажи мне смысл» \| 2:51 \| \| 4. \| «Мы здесь» \| 2:34 \| \| 5. \| «Хозяин снов» \| 3:54 \| \| 6. \| «Вместе мы» \| 3:35 \| \| 7. \| «Я буду» \| 3:06 \| \| 8. \| «Пуэрто-Рико» \| 2:55 \| \| 9. \| «Ночной город» \| 3:54 \| \| 10. \| «Дождь плачет» \| 2:50 \| \| 11. \| «Тук тук» \| 3:37 \| \| 12. \| «Просыпайся» \| 3:15 \| \| 13. \| «На расстоянии звонка» \| 3:53 \| \| 14. \| «Оглянись назад» \| 3:52 \| \| 15. \| «Тук тук» (Alex Curly Remix) \| 4:30 \| \| 16. \| «Зачем?» (Hardcore Version) \| 3:17 \| \| Общая длительность: \| Общая длительность: \| 50:45 \| |
| №                   | Название                                                                       | Длительность |
| 1.                  | «Spring Summer»                                                                | 2:50 |
| 2.                  | «Зачем?»                                                                       | 3:31 |
| 3.                  | «Покажи мне смысл»                                                             | 2:51 |
| 4.                  | «Мы здесь»                                                                     | 2:34 |
| 5.                  | «Хозяин снов»                                                                  | 3:54 |
| 6.                  | «Вместе мы»                                                                    | 3:35 |
| 7.                  | «Я буду»                                                                       | 3:06 |
| 8.                  | «Пуэрто-Рико»                                                                  | 2:55 |
| 9.                  | «Ночной город»                                                                 | 3:54 |
| 10.                 | «Дождь плачет»                                                                 | 2:50 |
| 11.                 | «Тук тук»                                                                      | 3:37 |
| 12.                 | «Просыпайся»                                                                   | 3:15 |
| 13.                 | «На расстоянии звонка»                                                         | 3:53 |
| 14.                 | «Оглянись назад»                                                               | 3:52 |
| 15.                 | «Тук тук» (Alex Curly Remix)                                                   | 4:30 |
| 16.                 | «Зачем?» (Hardcore Version)                                                    | 3:17 |
| Общая длительность: | Общая длительность:                                                            | 50:45 |

### Официальные синглы
| Год  | Название               | Альбом      |
| ---- | ---------------------- | ----------- |
| 2008 | «Ночной город»         | Зачем?      |
| 2009 | «Я буду»               | Зачем?      |
| 2010 | «Зачем?»               | Зачем?      |
| 2010 | «На расстоянии звонка» | Зачем?      |
| 2011 | «Просыпайся»           | Зачем?      |
| 2011 | «Тук-тук»              | Зачем?      |
| 2012 | «Вместе мы»            | Зачем?      |
| 2013 | «Буду с тобой»         | без альбома |
| 2014 | «Моя мелодия»          | без альбома |
| 2015 | «Метко»                | без альбома |
| 2016 | «Футболка»             | без альбома |
| 2017 | «Многоэтажки»          | без альбома |
| 2017 | «Снова вместе»         | без альбома |
| 2019 | «Один на один»         | без альбома |
| 2020 | «Эгоистка»             | без альбома |
| 2021 | «Аллилуйя»             | без альбома |
| 2022 | «Неважно»              | без альбома |
| 2022 | «Войсы»                | без альбома |
| 2024 | «В июле»               | без альбома |
| 2025 | «На костре»            |             |

### Промосинглы
| Год  | Название                          |
| ---- | --------------------------------- |
| 2010 | «Любовь без обмана» (feat. 23:45) |
| 2013 | «Без ума»                         |
| 2013 | «Три слова»                       |
| 2014 | «Так бывает»                      |
| 2015 | «Небо в огне»                     |
| 2016 | «Стирая границы»                  |
| 2017 | «Везувий»                         |
| 2018 | «Фляга свистит»                   |
| 2018 | «Мембраны»                        |
| 2018 | «Так бывает II»                   |
| 2019 | «Плечи»                           |
| 2019 | «Завязала»                        |
| 2019 | «Первый снег»                     |
| 2020 | «5 минут»                         |
| 2020 | «Мимо меня»                       |
| 2020 | «Rave»                            |
| 2021 | «Зачем?» (feat. Eva Miller)       |
| 2021 | «Тюльпаны»                        |
| 2022 | «Карусель»                        |
| 2022 | «Дистанция»                       |
| 2023 | «Красное вино»                    |
| 2023 | «Один шанс»                       |
| 2023 | «Искры»                           |
| 2024 | «Зачем?» (feat. АЛДИН, Килджо)    |
| 2024 | «Zachem»                          |
| 2024 | «Vmeste My»                       |
| 2024 | «SLAY»                            |
| 2024 | «Melody»                          |

## Чарты
| 2009                                           | «Я буду» (feat. 23:45)            | 1  | 1  | 20 | 1 | — |
| 2010                                           | «Зачем?»                          | 1  | 1  | 2  | 1 | 6 |
| 2010                                           | «Любовь без обмана» (feat. 23:45) | 21 | 28 | 47 | — | — |
| 2011                                           | «Тук-тук»                         | 33 | 34 | 70 | — | — |
| 2012                                           | «Вместе мы»                       | 3  | 7  | —  | 2 | 5 |
| «—» означает, что песня отсутствовала в чарте. |                                   |    |    |    |   |   |

## Видеография
| Год  | Клип                                           | Состав                                                             | Режиссёр                   | Альбом      |
| ---- | ---------------------------------------------- | ------------------------------------------------------------------ | -------------------------- | ----------- |
| 2008 | «Ночной город»                                 | Ольга Засульская, Валерий Ефремов, Василий Косинский, Антон Радаев | Константин Черепков        | Зачем?      |
| 2009 | «Я буду» (совместно с 23:45)                   | Ольга Засульская, Валерий Ефремов, Василий Косинский               | Алекс Хамраев              | Зачем?      |
| 2010 | «Зачем?»                                       | Ольга Засульская, Валерий Ефремов, Василий Косинский               | Марат Адельшин             | Зачем?      |
| 2010 | «На расстоянии звонка»                         | Ольга Засульская, Валерий Ефремов, Василий Косинский               | Константин Черепков        | Зачем?      |
| 2010 | «Любовь без обмана» (совместно с 23:45)        | Ольга Засульская, Валерий Ефремов, Василий Косинский               | Александр Войтинский       | без альбома |
| 2011 | «Просыпайся»                                   | Ольга Засульская, Валерий Ефремов, Василий Косинский               | Фрэнк Борин                | Зачем?      |
| 2011 | «Тук-тук»                                      | Юлианна Караулова, Валерий Ефремов, Василий Косинский              | Алиса Космос               | Зачем?      |
| 2012 | «Вместе мы»                                    | Юлианна Караулова, Валерий Ефремов, Василий Косинский              | Илья Дуров                 | Зачем?      |
| 2013 | «Буду с тобой»                                 | Юлианна Караулова, Валерий Ефремов, Василий Косинский              | Илья Дуров                 | без альбома |
| 2014 | «Моя мелодия»                                  | Юлианна Караулова, Валерий Ефремов, Василий Косинский              | Дарья Белова               | без альбома |
| 2015 | «Метко»                                        | Валерия Козлова, Валерий Ефремов, Василий Косинский                | Сталкер Семенович          | без альбома |
| 2016 | «Футболка»                                     | Валерия Козлова, Валерий Ефремов, Василий Косинский                | Игорь Шмелёв               | без альбома |
| 2017 | «Многоэтажки»                                  | Валерия Козлова, Валерий Ефремов, Василий Косинский                | Алексей Малахов            | без альбома |
| 2018 | «Снова вместе»                                 | Ольга Засульская, Валерий Ефремов, Василий Косинский               | Elvira T и Алексей Малахов | без альбома |
| 2019 | «Один на один»                                 | Ольга Засульская, Валерий Ефремов, Василий Косинский               | Ефим Бакаев                | без альбома |
| 2020 | «Rave» (Mood Video)                            | Ольга Засульская, Валерий Ефремов, Василий Косинский               | Валерий Ефремов            | без альбома |
| 2021 | «Эгоистка»                                     | Ольга Засульская, Валерий Ефремов, Василий Косинский               | Broksh                     | без альбома |
| 2021 | «Зачем?» (совместно c Eva Miller) (Mood Video) | Ольга Засульская, Валерий Ефремов, Василий Косинский               | —                          | без альбома |
| 2021 | «Аллилуйя»                                     | Ольга Засульская, Валерий Ефремов, Василий Косинский               | Алексей Малахов            | без альбома |
| 2021 | «Тюльпаны» (Mood Video)                        | Ольга Засульская, Валерий Ефремов, Василий Косинский               | Валерий Ефремов            | без альбома |
| 2022 | «Неважно»                                      | Ольга Засульская, Валерий Ефремов, Василий Косинский               | Женя Иванова               | без альбома |
| 2022 | «Карусель» (Mood Video)                        | Ольга Засульская, Валерий Ефремов, Василий Косинский               | Женя Иванова               | без альбома |
| 2022 | «Войсы»                                        | Ольга Засульская, Валерий Ефремов, Василий Косинский               | VV и Алексей Малахов       |             |
| 2024 | «В июле»                                       | Ольга Засульская, Валерий Ефремов, Василий Косинский               |                            |             |

## Награды и достижения
| Год  | Награда           | Номинированная работа | Категория             | Результат |
| ---- | ----------------- | --------------------- | --------------------- | --------- |
| 2010 | ZD Awards         | «Я буду»              | Прорыв года           | Номинация |
| 2010 | Бог эфира         | «Я буду»              | Радиохит (дуэт)       | Победа    |
| 2010 | Премия Муз-ТВ     | «Я буду»              | Лучшая песня          | Номинация |
| 2010 | Премия Муз-ТВ     | «Я буду»              | Лучший дуэт           | Номинация |
| 2010 | Премия Муз-ТВ     | 5sta Family           | Прорыв года           | Номинация |
| 2010 | Золотой граммофон | «Я буду»              | Песня                 | Победа    |
| 2010 | Песня года        | «Я буду»              | Лауреаты фестиваля    | Победа    |
| 2011 | Премия Муз-ТВ     | 5sta Family           | Лучший хип-хоп проект | Номинация |
| 2011 | Премия RU.TV      | «Любовь без обмана»   | Лучший саундтрек      | Номинация |
| 2013 | Золотой граммофон | «Вместе мы»           | Песня                 | Победа    |